# سرگویاز
سرگویاز (انگلیسی: Serguyaz) یک شهرک در شهرستان بلاگووشچنسکی باشقیرستان کشور روسیه است.